# Lucette Sahuquet
Lucette Sahuquet est une comédienne française pied-noir, née le 6 septembre 1926 à Alger, ville alors située en Algérie française, et morte le 6 juillet 1987 dans le 15e arrondissement de Paris.
Avec son époux Robert Castel, elle connaît la célébrité, avec des sketches du registre pied-noir, durant le début des années 60 jusqu'à la fin des années 70.
Morte d'un cancer, elle est inhumée au cimetière de Férolles-Attilly dans le département de la Seine-et-Marne.

## Filmographie
- 1964 : L'Insoumis d'Alain Cavalier
- 1965 : Les Saintes Chéries

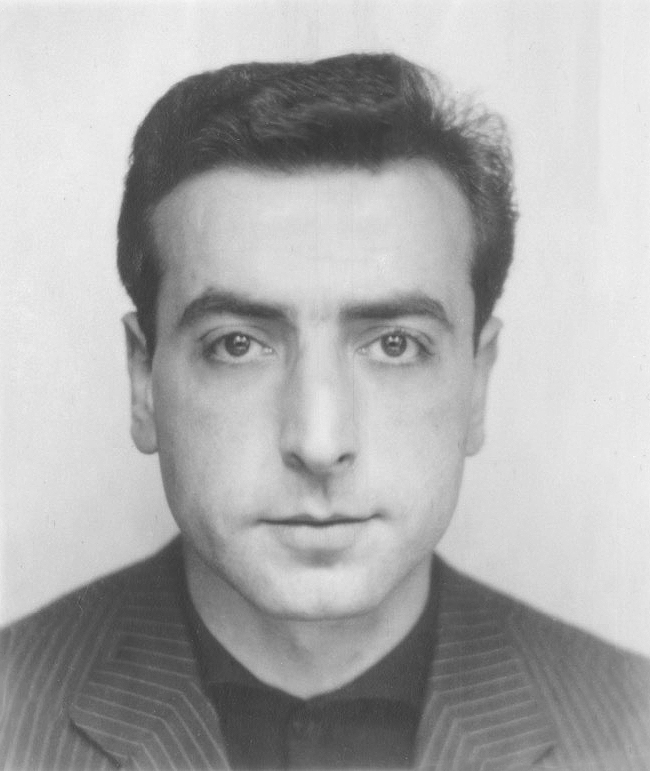
Son partenaire, l'humoriste Robert Castel (1961).

- 1970 : Chambres de bonne de Jean-Pierre Moulin (court-métrage)
- 1978 : Les Grands Moyens de Hubert Cornfield : Antoinette Lacagne
- 1980 : Sacrés gendarmes de Bernard Launois
- 1982 : Hassan Taxi de Mohamed Slim Riad
- 1983 : Sandy de Michel Nerval
- 1983 : C'est facile et ça peut rapporter... 20 ans de Jean Luret
- 1987 : Club de rencontres de Michel Lang

## Théâtre
- 1958 : La Famille Hernandez de et mise en scène Geneviève Baïlac, Théâtre Charles de Rochefort, Théâtre du Gymnase, Théâtre Antoine en 1960